# Abecedni popis agnotozoa: O

### KoljenoOrthonectidaGiard, 1877
1. Pelmatosphaeridae Stunkard, 1937[1]
2. Rhopaluridae Stunkard, 1937[1]

Animalia → Agnotozoa